# Tempelfly
Tempelfly (Dasypolia templi) är en fjärilsart som beskrevs av Carl Peter Thunberg 1792. Tempelfly ingår i släktet Dasypolia och familjen nattflyn. Arten är reproducerande i Sverige. Inga underarter finns listade i Catalogue of Life.

## Bildgalleri

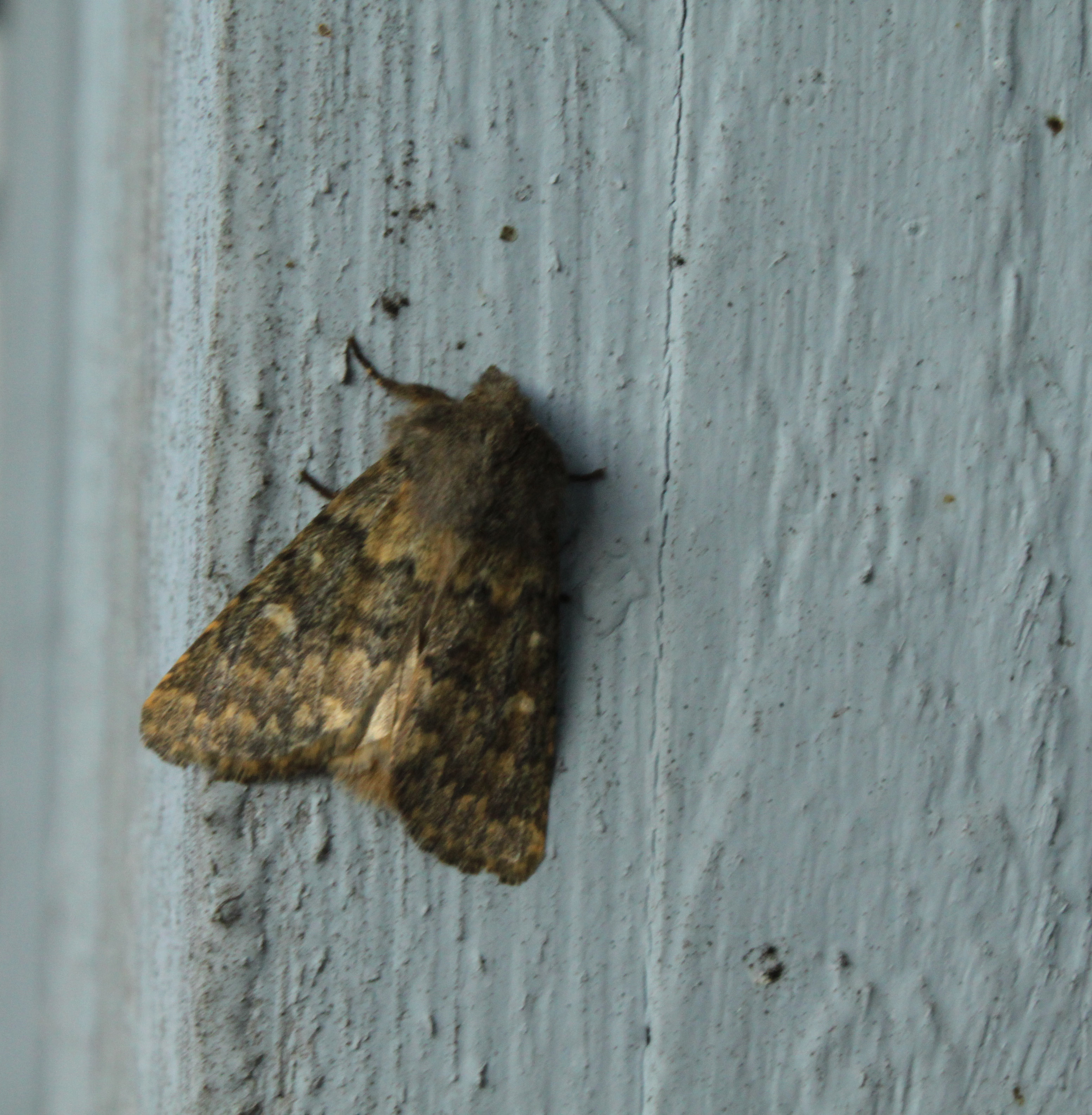
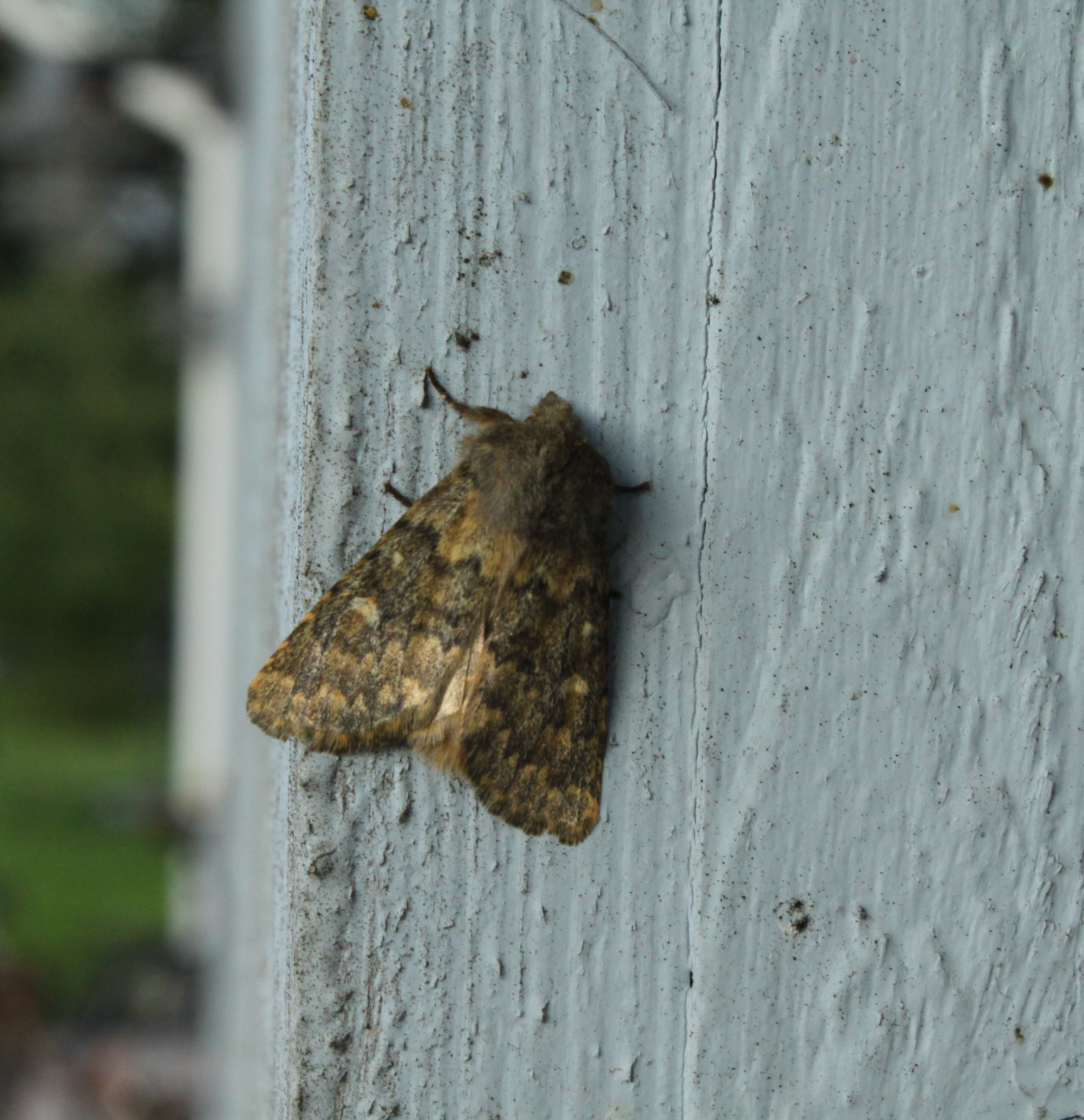
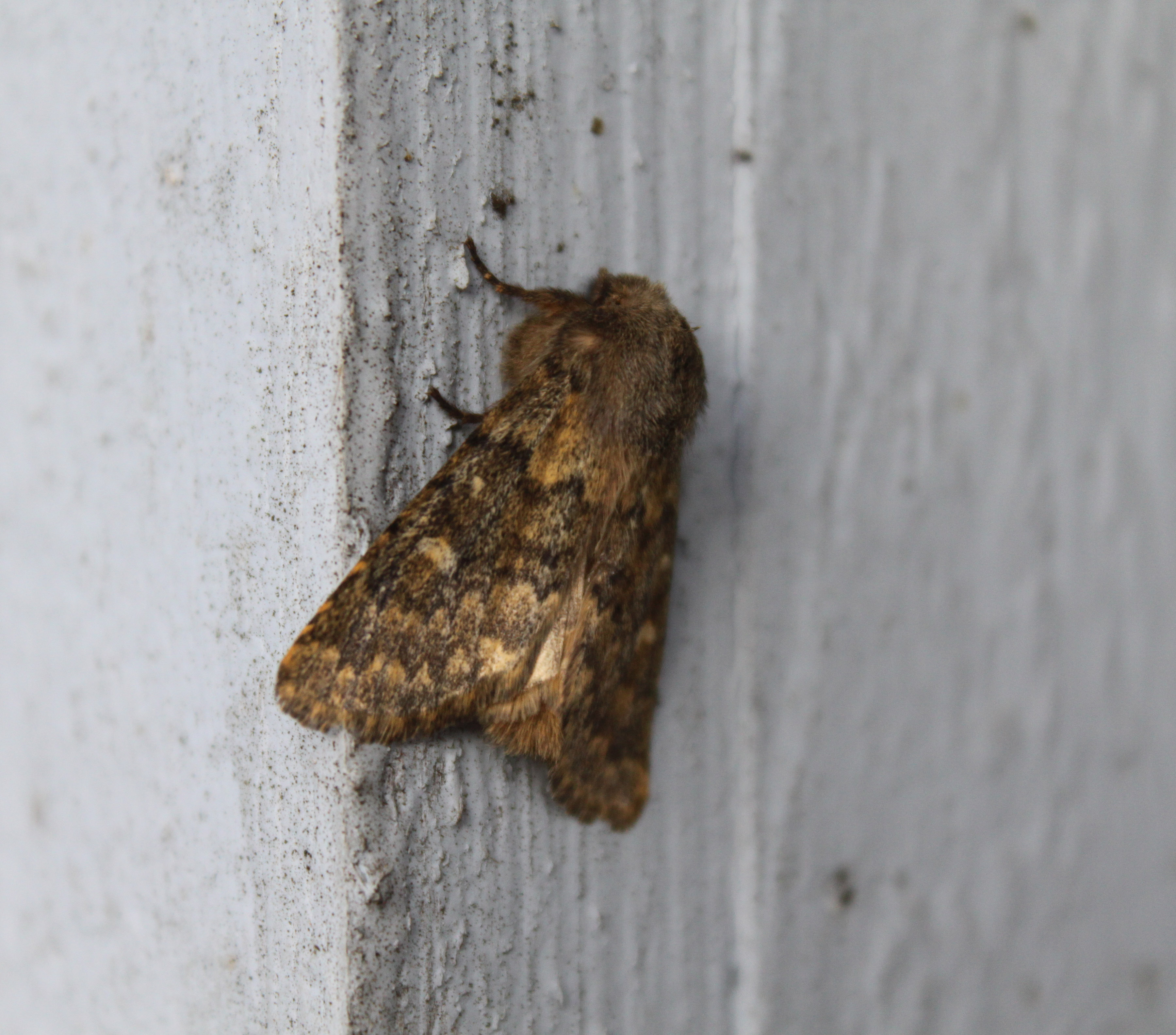
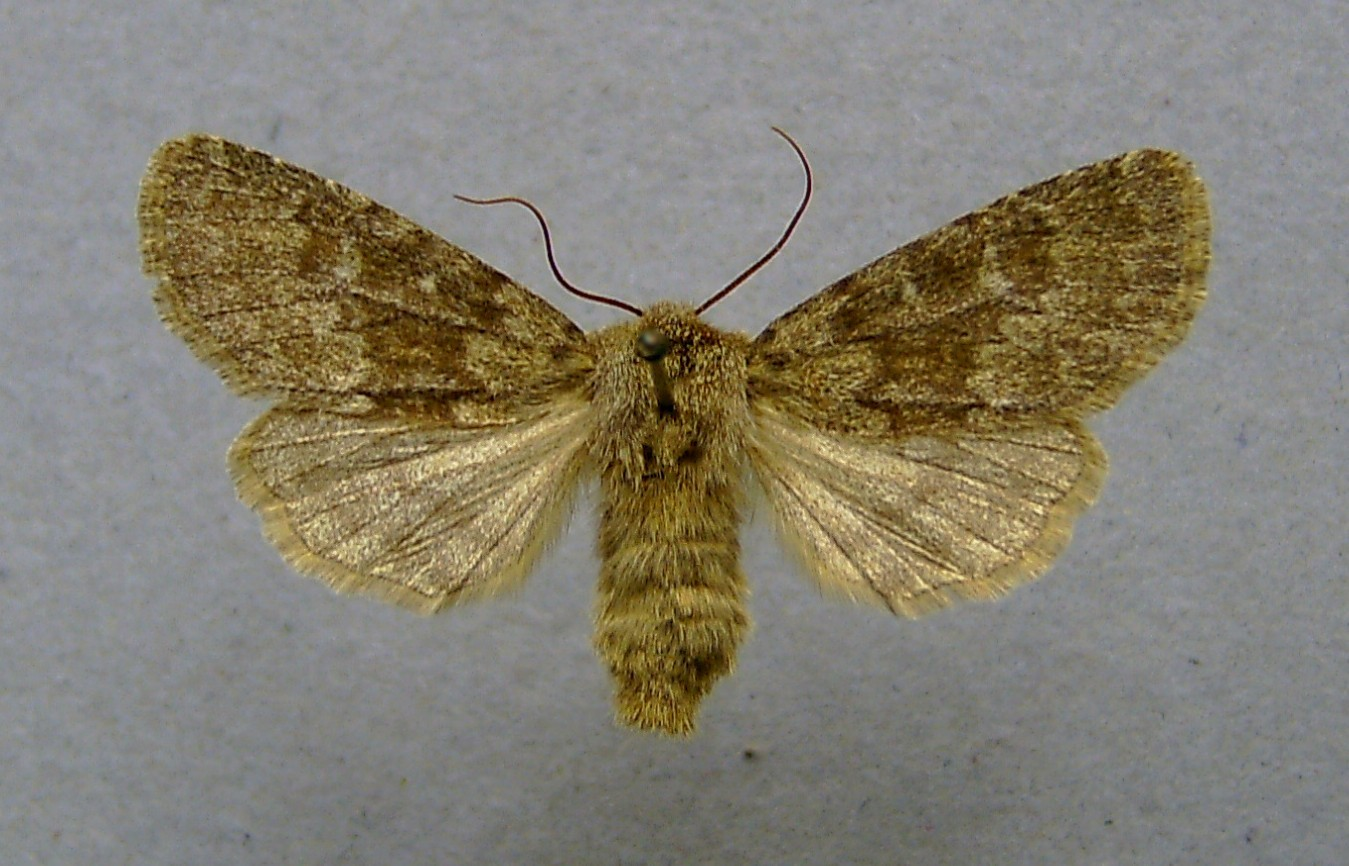
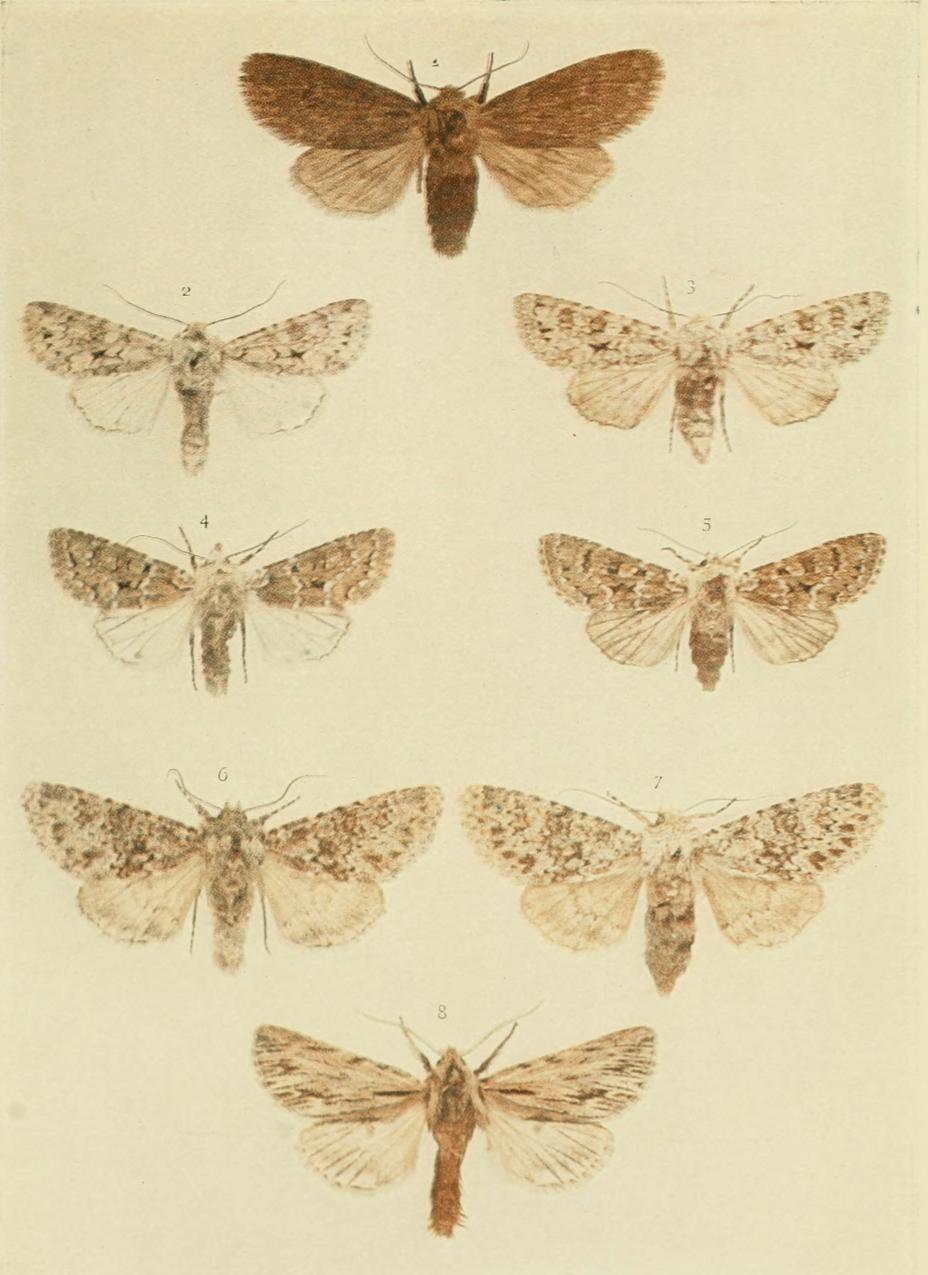